# Trumpet Voluntary
Trumpet Voluntary est le titre de plusieurs pièces anglaises pour instrument à clavier, orgue ou clavecin, composées pendant la période baroque.
Elles sont destinées essentiellement à l'orgue, utilisant les jeux de trompette, d'où le nom. Ces «Voluntaries» utilisent aussi le Cornet ou même la Flûte comme jeu soliste. Le prélude est confié aux principaux (Diapasons) ou au plein jeu (Full Organ).
La fonction est à peu près celle d'un prélude : la forme est libre, sans caractéristique obligatoire. Elle consiste souvent en une introduction lente et grave suivie d'une section plus rapide, de caractère brillant et improvisatoire, au style de fanfare jouée à la main droite pendant que la main gauche assure la basse d'accompagnement en accords. Assez souvent, on trouve une fugue libre en place du brillant solo.
Plusieurs organistes-compositeurs des XVIIe siècle et XVIIIe siècle en composèrent, mais la pièce qui est restée la plus célèbre est de Jeremiah Clarke, un rondeau intitulé « Prince of Denmark's March » (la Marche du Prince de Danemark). Cette pièce évoquant les fastes du Grand Siècle a longtemps été attribuée par erreur à Henry Purcell.

## Compositeurs
Compositeurs anglais ayant composé des trumpet voluntaries :
- John Blow
- William Boyce
- Jeremiah Clarke, interprétée par Maurice André dans son album Le meilleur de moi-même en 1989.
- Maurice Greene
- Henry Purcell
- John Stanley

## Partitions gratuites
- IMSLP Twelve Voluntaries for the Organ or Harpsichord. Selected from the Works of several Eminent Authors. Ca 1780. (Auteurs anonymes, sauf le no. 3 par John Stanley)
- IMSLP Collection of Voluntaries for Organ or Harpsichord, composed by Dr. Green, Mr. Travers and several other eminent Masters (1765).
- John Alcock Eight Easy Voluntarys for the Organ composed by John Alcock Jun. M. B. (v. 1775)
- John Beckwith 6 Voluntaries for the Organ or Harpsichord (1780).
- Thomas Sanders Dupuis Voluntary in C.
- William Goodwin Twelve Voluntaries for the Organ or Harpsichord (1776).
- Maurice Greene Twelve Voluntaries for the Organ or Harpsichord (1779).
- Samuel Long Four Lessons and two Voluntarys for the Harpsichord or Organ, (ca. 1779).
- William Russell 24 Voluntaries for the Organ or Pianoforte, en 2 vol. (1804 ?, 1812).
- John Stanley 30 Voluntaries for Organ or Harpsichord, Op. 5, Op. 6 & Op. 7.
- John Travers Voluntary XI from XII Voluntaries for the Organ or Harpsichord (ca 1769).